# 1507
Năm 1507 là một năm trong lịch Julius.

## Sinh
- Inés de Suárez